# David Fiegen
David Fiegen (* 3. September 1984 in Esch-sur-Alzette) ist ein luxemburgischer Mittelstreckenläufer.
Bereits im Juniorenbereich machte der 800-Meter-Läufer als Dritter bei den Juniorenweltmeisterschaften 2002 und Zweiter der Junioreneuropameisterschaften 2003 auf sich aufmerksam. 2002 wurde er dafür zum luxemburgischen Sportler des Jahres gewählt. Bei den Weltmeisterschaften 2003 in Paris/Saint-Denis und bei den Olympischen Spielen 2004 in Athen schied er im Vorlauf aus.
2006 gelang ihm sein bislang größter Erfolg. Er gewann bei den Europameisterschaften 2006 in Göteborg Silber hinter Bram Som (NED). Dies war die erste luxemburgische Europameisterschafts-Medaille in der Leichtathletik überhaupt.
Als einziger luxemburgischer Leichtathlet wurde er für die Olympischen Spiele 2008 in Peking nominiert, musste jedoch kurzfristig wegen einer Virusinfektion absagen.
David Fiegen ist 1,87 m groß und wiegt 73 kg.

## Persönliche Bestzeiten
- 400 m: 47,76 s, 20. August 2006, La Chaux-de-Fonds
- 800 m: 1:44,81 min, 18. August 2006, Zürich (luxemburgischer Rekord)
  - Halle: 1:47,44 min, 3. März 2002, Wien (luxemburgischer Rekord)
- 1000 m: 2:17,51 min, 2. Juli 2006, Longeville-lès-Metz (luxemburgischer Rekord)
  - Halle: 2:22,12 min, 24. Januar 2004, Luxemburg (luxemburgischer Rekord)
- 1500 m: 3:39,98 min, 5. Juni 2004, Gresham (Oregon)
  - Halle: 3:43,77 min, 6. Februar 2005, Gent (luxemburgischer Rekord)